# Stephen H. Burum
Stephen Henry Burum (Visalia, 25 novembre 1939) è un direttore della fotografia statunitense.

## Filmografia parziale
- Entity (The Entity), regia di Sidney J. Furie (1981)
- Rusty il selvaggio (Rumble Fish), regia di Francis Ford Coppola (1983)
- I ragazzi della 56ª strada (The Outsiders), regia di Francis Ford Coppola (1983)
- Fratelli nella notte (Uncommon Valor), regia di Ted Kotcheff (1983)
- Qualcosa di sinistro sta per accadere (Something Wicked This Way Comes), regia di Jack Clayton (1983)
- Omicidio a luci rosse (Body Double), regia di Brian De Palma (1984)
- La sposa promessa (The Bride), regia di Franc Roddam (1985)
- St. Elmo's Fire, regia di Joel Schumacher (1985)
- 8 milioni di modi per morire (8 Million Ways to Die), regia di Hal Ashby (1986)
- The Untouchables - Gli intoccabili (The Untouchables), regia di Brian De Palma (1987)
- Arturo 2: On the Rocks (Arthur 2: On the Rocks), regia di Bud Yorkin (1988)
- Vittime di guerra (Casualties of War), regia di Brian De Palma (1989)
- La guerra dei Roses (The War of the Roses), regia di Danny DeVito (1989)
- Dice lui, dice lei (He Said, She Said), regia di Ken Kwapis e Marisa Silver (1991)
- Doppia personalità (Raising Cain), regia di Brian De Palma (1992)
- Hoffa - Santo o mafioso? (Hoffa), regia di Danny DeVito (1992)
- Carlito's Way, regia di Brian De Palma (1993)
- L'Uomo Ombra (The Shadow), regia di Russell Mulcahy (1994)
- Mission: Impossible, regia di Brian De Palma (1996)
- La gatta e la volpe (Man Trouble), regia di Bob Rafelson (1996)
- Due padri di troppo (Father's Day), regia di Ivan Reitman (1997)
- Omicidio in diretta (Snake Eyes), regia di Brian De Palma (1998)
- Mystery Men, regia di Kinka Usher (1999)
- Mission to Mars, regia di Brian De Palma (2000)
- Una vita quasi perfetta (Life or Something Like It), regia di Stephen Herek (2002)
- Quanto è difficile essere teenager! (Confessions of a Teenage Drama Queen), regia di Sara Sugarman (2004)

## Riconoscimenti
- Oscar alla migliore fotografia
  - 1993: Nomination alla migliore fotografia per Hoffa - Santo o mafioso?